# Lijst van burgemeesters van Lith
Dit is een lijst van burgemeesters van de voormalige Nederlandse gemeente Lith in de provincie Noord-Brabant die per 1 januari 2011 op is gegaan in de gemeente Oss.
| Ambtsperiode | Naam burgemeester                  | Partij of stroming | Bijzonderheden |
| ------------ | ---------------------------------- | ------------------ | --- |
| 1810 - 1840  | Lucas Antonius Bokstart            |                    | Eerst als maire / schout |
| 1841 - 1847  | Lambertus Bokstart                 |                    | |
| 1847 - 1862  | Willem van Krey                    |                    | |
| 1862 - 1875  | Johannes Dijkhoff                  |                    | |
| 1875 - 1900  | Nicolaas Dijkhoff                  |                    | |
| 1900 - 1936  | Gosuinus (G.J.A.) van Heeswijk     |                    | Tevens burgemeester van Lithoijen |
| 1936 - 1944  | Josephus Marianus Smits            |                    | Tot 1939 waarnemend burgemeester, tevens (waarnemend) burgemeester van Lithoijen (tot opheffing in 1939) en van Alem, Maren en Kessel (1924-1956) |
| 1944 - 1945  | Adrianus S. van Mourik             |                    | Waarnemend |
| 1945         | A. Linder                          |                    | Waarnemend |
| 1945 - 1956  | Josephus Marianus Smits            |                    | |
| 1956 - 1970  | Emiel (E.Ch.J.M.) van de Laarschot |                    | tevens burgemeester van Alem, Maren en Kessel tot opheffing (1958), vanaf 1963 tevens waarnemend burgemeester van Empel en Meerwijk               |
| 1970 - 1978  | Godfried (G.C.G.) van den Heuvel   | KVP                | |
| 1979 - 1989  | Lambert (L.P.M.) van den Berg      | CDA                | |
| 1989 - 1995  | Jacques (J.J.F.M.) van der Heijden | CDA                | |
| 1995         | Henk (H.M.) Breeveld               | CDA                | Waarnemend |
| 1995 - 2004  | Ria (H.J.G.J.) van Hoek-Martens    | D66                | |
| 2004 - 2005  | Piet (P.) Schriek                  | CDA                | Waarnemend |
| 2005 - 2011  | Sjoukje (S.) Haasjes-van den Berg  | VVD                | |